# Akt (upodobitev)
Akt je upodobitev golega ali skoraj golega človeškega telesa. 
Glede na način predstavitve lahko akt razdelimo na: 
- realistični akt (likovno študijo telesa)
- idealizirani akt (se podreja določenemu kanonu idealnih proporcev in lepotnemu idealu dobe)

Najbolj znani podskupini slednjega sta mitološki akt in herojski akt, posebno podzvrst realističnega akta pa predstavlja avtoportretni akt.

## Zgodovinski razvoj

### Prazgodovina in antika
Akt poznamo že iz obdobja paleolitske umetnosti, vendar ne kot samostojno motivno zvrst, saj gre izključno za kultne podobe (npr. kipci boginj plodnosti), ki so simbolično obeležene in z oblikovanjem telesa nedvoumno izpostavljajo razloge za svoj nastanek.
Upodabljanje golega človeškega telesa je bilo udomačeno v likovni umetnosti vseh starih visokih civilizacij, le da ni bilo več omejeno na kultne podobe, ampak se pojavlja tudi v drugih vsebinskih kontekstih, kot so podobe plesalk, vojščakov, erotični prizori ipd.
Odlični primeri tovrstnih upodobitev so se ohranili v egipčanskem stenskem slikarstvu in v indijskem kiparstvu. Akt v sodobnem pomenu besede je prva razvila grška klasična umetnost, v kateri je skladno s kulturo, ki je častila lepoto telesa, akt postal samostojna motivna zvrst in celo ena osrednjih nalog likovne umetnosti.
Grki so gojili predvsem herojski moški akt, medtem ko ženskega akta umetnost antike praktično ni poznala. Uveljavil se je šele v helenizmu (prvo povsem golo žensko figuro, slovito Afrodito Knidsko, je ustvaril Praksiteles okoli 350 pr. n. št.), a tudi v tem času je bil v monumentalni umetnosti omejen skoraj izključno na mitološki akt. Ženski akt je bil razmeroma pogost v erotičnih prizorih vaznega slikarstva, vendar nikoli ni dosegel priljubljenosti moškega akta. Pomemben položaj med motivnimi zvrstmi je akt ohranil tudi v rimski umetnosti in ga obdržal vse do izteka antike.

### Srednjeveška umetnost
Z nastopom srednjega veka je bilo upodabljanje golega telesa zaradi krščanskega odnosa do golote potisnjeno na obrobje likovne mnetnosti. Čeprav o aktu kot samostojni zvrsti v srednjeveški umetnosti ne moremo govoriti, to ne pomeni, da upodabljajoča umetnost tega časa ne pozna golega človeškega telesa. Slednje se največkrat javlja v motivih iz Geneze (Stvarjenje Adama in Eve, Greh prvih staršev, Izgon iz raja, Noetova pijanost...) ter v motivu Poslednje sodbe, kjer je množica vstalih redno upodobljena gola. Grešna golota se v srednjeveški umetnosti pojavlja tudi pri upodabljanju pregreh, različnih demonov in spak. 
V poznem srednjem veku se je zanimanje za človeško telo znova povečalo in zlasti v slikarstvu ne kaže več negativnega odnosa do golote. Gre predvsem za prizore kopeli, ženske toalete in različne alegorične ali literarne prizore, v katerih nastopajo gole figure, ki pa jih ne moremo opredeliti kot akt v sodobnem pomenu besede.

### Renesansa
Renesančna umetnost je v veliki meri obudila antični odnos do golega telesa, čeprav je tudi v renesansi akt dolgo ostajal v mitološki preobleki ali v okviru nabožnih vsebin. Med slednjimi so priložnost za anatornske študije telesa predstavljali predvsem pasijonski prizori (Križanje, Kristus Trpin...), nekateri starozavezni motivi (Suzana in starca, Betsebeja v kopeli...). Študij anatomije in zavzeto iskanje kanona idealnih telesnih proporcev sta pomembno vplivala na razvoj akta v renesansi, toda šele z Giorgionejevo Spečo Venero (okoli 1506, Gemaldegalerie, Dresden) je zahodnoevropska umetnost dobila prvi čisti akt.
Z Michelangelom in Tizianom je renesančni akt dosegel vrhunec in poslej ostal pomembna zvrst tako v kiparstvu kot v slikarstvu. Posebno naklonjen mu je bil italijanski manierizem (Francesco Primaticcio, Rosso Fiorentino, Correggio, Giambologna, Benvenuto Cellini itd.), ki je obeležil tudi francosko umetnost (fontainebleaujska šola), medtem ko je dediščina Albrechta Dürerja in Lucasa Cranacha starejšega na severu našla odmeve pri nemških slikarjih, kot so Urs Graf, Niklaus Manuel Deutsch in Hans Baldung Grien, predvsem pa v praških (Bartholomaus Spranger) in haarlemskih (Cornelis Comelisz van Haarlem) manieristih. Za razliko od antične umetnosti novoveško evropsko slikarstvo in kiparstvo dajeta prednost ženskemu aktu in nedvoumno izpostavljata erotični moment.

### Barok in neoklasicizem
Barok in neoklasicizem sta ob sicer intenzivnem študiju človeške anatomije gojila predvsem mitološki akt, med mojstri čistega akta pa so Peter Paul Rubens, Francisco Goya in Antonio Canova.

### 19. stoletje
V 19. stoletju si je akt kot samostojna motivna zvrst dokončno izboril avtonomno mesto v zahodnoevropski likovni umetnosti. Akademskemu aktu Ingresa in njegove šole se je še pred sredo stoletja pridružil z novo čutnostjo zaznamovani romantični akt Theodorja Gericaulta in Eugena Delacroixa, v petdesetih in šestdesetih letih 19. stoletja pa že povsem naturalistični akt Gustava Courbeta in Edouarda Maneta.
Upodabljanju golega telesa sta bila posebno naklonjena francoski impresionizem in postimpresionizem (Edgar Degas, Auguste Renoir, Georges Seurat, Paul Cezanne, Paul Gauguin, Auguste Rodin idr.), posvečali pa so se mu tudi številni umetniki simbolistične smeri (Eduard Munch, Ferdinand Hodler, Gustav Klimt, Egon Schiele idr.).

### 20. stoletje
Akt je v 20. stoletju ohranil prestižno vlogo v številnih smereh in šolah figuralne umetnosti, od fauvizma (Henri Matisse, Andre Derain), kubizma (Pablo Picasso, Fernand Leger), pariške šole (Amedeo Modigliani) in nemškega ekspresionizma (Ernst Kirchner, Emil Nolde, Oskar Kokoschka), do nadrealizma (Salvador Dali, Rene Magritte, Max Ernst) in metafizičnega slikarstva (Giorgio De Chirico, Paul Delvaux). 
Skladno s smerjo in osebnim umetniškim izrazom avtorja se je način predstavitve golega telesa v dvajsetem stoletju močno spreminjal ter v številnih variacijah nihal med dvema poglavitnima poloma: med naturalizmom, ki je lahko poudarjeno ekspresivno zaznamovan, in med približevanjem simbolični abstrakciji.